# Bahnhof Yau Tong

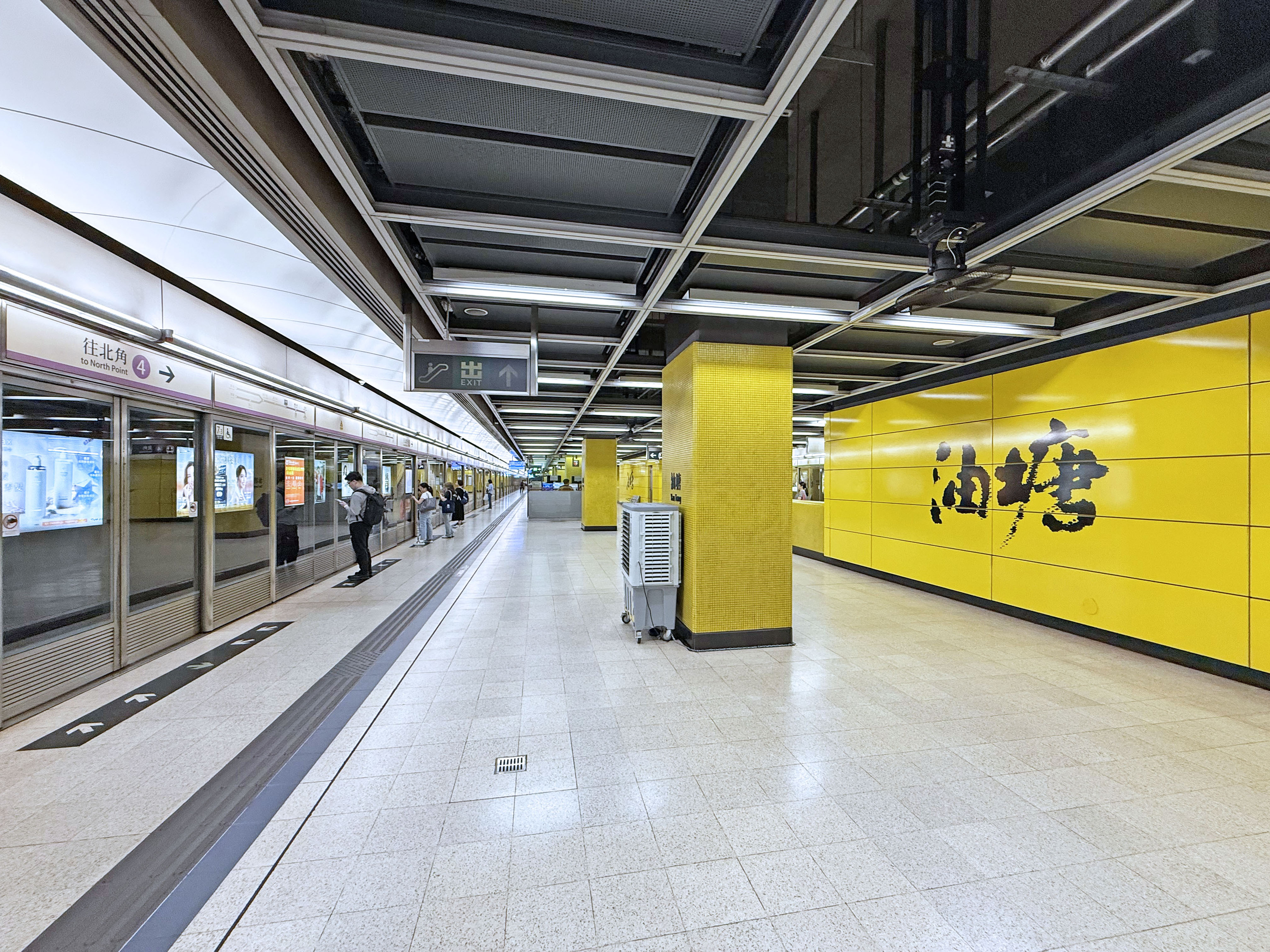
MTR-Bahnhof Yau Tong, 2022

Der Bahnhof Yau Tong (chinesisch 油塘站 / 油塘站, Pinyin Yàutòng Zhàn, Jyutping Jau4tong4 Zaam6, englisch Yau Tong Station) ist Teil des Mass-Transit-Railway-Netzes (MTR) in Hongkong. Dort halten die Kwun Tong Line und die Tseung Kwan O Line. Es ist die einzige Station der Tseung Kwan O Line in Kowloon. Die Erkennungsfarbe des Bahnhofs ist Gelb. Obwohl die Bahnsteige oberirdisch liegen, sind sie von der Umgebung durch Betonwände abgetrennt, um den Lärm der Züge von den Bewohnern des nahegelegenen Yau Tong Estate fernzuhalten.
Der Bahnhof ist eine wichtige Umsteigehaltestelle für Passagiere der Kwung Tong Line und Tseung Kwan O Line. Sie wurde am 4. August 2002 eröffnet. Die neue Haltestelle verlängert die Fahrzeit der Züge der Kwun Tong Line um vier Minuten.